# Polská demokratická strana (1861–1918)
Polská demokratická strana, zkratka PSD, polsky Polskie Stronnictwo Demokratyczne, též Stronnictwo Polskiej Demokracji, česky též polští demokraté nebo haličští demokraté, polsky demokraci galicyjscy), byla liberální politická strana působící od 2. poloviny 19. století mezi polskou populací tehdejšího Rakouska-Uherska.

## Historie
Strana navazovala na myšlenky lvovských demokratů z doby revolučního roku 1848 (například Jan Dobrzański či Józef Dzierzkowski). Vznikla v 60. letech 19. století jako volně organizovaná politická skupina. Měla své zástupce na Haličském zemském sněmu i na celostátní Říšské radě, kde její poslanci zasedali v Polském klubu. Mezi její hlavní osobnosti patřili Tadeusz Romanowicz, Stanisław Szczepanowski, Tadeusz Rutowski, Hipolit Śliwiński nebo Juliusz Leo. Prosazovala liberální zásady, podporovala průmyslový rozvoj Haliče. Mezi jejími členy byli četní židé. Odmítala antisemitismus, prosazovala náboženský a národnostní smír v Haliči včetně jistých národnostních práv pro Ukrajince, rozšíření zemské samosprávy, správní a volební reformy a posílení sociálního zabezpečení dělnictva. Roku 1911 se od demokratů oddělila menší strana Stronnictwo Postępowo-Demokratyczne.
Tiskovými orgány byly listy Nowa Reforma a Dziennik Polski. Za první světové války byla Polská demokratická strana členem organizace Naczelny Komitet Narodowy. Po roce 1918 přestala vyvíjet aktivity.